# Cinysca arlequin
Cinysca arlequin is een slakkensoort uit de familie van de Areneidae. De wetenschappelijke naam van de soort is voor het eerst geldig gepubliceerd in 2002 door Rubio & Rolán.